# Luncavița (Tulcea)
Luncaviţa é uma comuna romena localizada no distrito de Tulcea, na região de Dobruja. A comuna possui uma área de 133.87 km² e sua população era de 4612 habitantes segundo o censo de 2007.